# 特別編必殺仕事人 恐怖の大仕事 水戸・尾張・紀伊
『特別編必殺仕事人 恐怖の大仕事 水戸・尾張・紀伊』（とくべつへんひっさつしごとにん きょうふのおおしごと みと・おわり・きい）は、1981年1月2日金曜日21:00 - 23:18に、朝日放送と松竹が製作・テレビ朝日系列で放送された時代劇。主演は藤田まこと。
必殺シリーズの長時間スペシャル第1弾である。

## 概要
『必殺仕事人』が放映されていた期間のスペシャルで、第80話（1980年12月26日）と第81話（1981年1月9日）の間（1981年1月2日）に放送された。
次作『必殺仕舞人』の元締 坂東京山（京マチ子）が本編に先駆けて登場している。当時の漫才ブームに乗る形で、B&B、紳助竜介、ツービートの大物ゲスト3組を招く予定になっており、脚本にも記載されていたが年末の多忙なスケジュールの中でそれは叶わなかった。

## あらすじ
元旦の奉行所 留守居役を買って出た中村主水は、きままな正月を送ろうとするが、痺れ薬が仕込まれた差し入れの酒と料理で昏倒し、かどわかされる。目を覚ました主水は謎の男 市三より千両の報酬で、御三家の筆頭家老と堂島の米問屋 室田屋利兵衛の暗殺を依頼される。断ろうとする主水であったが断れば、裏の仕事をバラすと脅され、引き受けざるをえなくなる。

## 登場人物

### 仕事人
中村主水
演 - 藤田まこと
南町奉行所の定町廻り同心。せんとりつのいない気楽な正月を送ろうとするが、市三らにかどわかされる。脅迫されて仕事を受けるが、今回の仕事の全貌が判明後は進んで仕事を行う。エピローグでは、いつも通りにせんとりつから説教される羽目となった。
畷左門
演 - 伊吹吾郎
おでん屋。妻子のために主水と同じく仕事を受けるが罠に嵌り、捕らえられてしまう。主水たちと一時は離れ離れとなるが、坂東京山一座に助けられ、主水らが紀伊への潜入した時、合流する。
腰骨折りも最後の仕事で行うが、攻撃手段としては前期に見られた胴太貫を主に用いている。
秀
演 - 三田村邦彦
飾り職人。主水や左門と違い、守るべき者がいないために仕事を断るが、敵に捕まった左門と仕事人としての生き様を目の当たりにし、仕事人グループに復帰する。
加代
演 - 鮎川いずみ
仕事人の密偵。おしまと共に獅子舞に誘拐され、主水たちと共に仕事を受けさせられる。おしまと共に仕事の段取りと情報収集を担う。
おしま
演 - 三島ゆり子
質屋「上総屋」の主人で、仕事人の密偵。加代と共に獅子舞に誘拐され、主水たちと共に仕事を受けさせられる。加代と共に仕事の段取りと情報収集を担う。
与市
演 - フランキー堺
紐を巧みに用いる仕事人で、桃井の罠に掛かった主水を助ける。主水から仕事への誘いを受けるも、はぐらかす。
利兵衛の死後、大坂で主水と再会し、喜和から受けた仕事に主水たちを誘う。部下たちを使い、米相場を混乱させ、市三に損害を与える。
喜和の死をきっかけに市三を殺害するが、直後に桃井の配下の女殺し屋に殺害された。
矢島仙十郎
演 - 西郷輝彦（特別出演）
「幻の仕事人」と評される伝説的な仕事人。主水も名前は知っていたが、ここ数年は仕事をしておらず死亡していたと思われていた。
腕は立つが体を壊しており、死を恐れている。仕事人を辞めたのも、そのためであった。主水から仕事の誘いを受け、治療のために百両という大金を要求し、了承される。
仕事の直前に死の恐怖から泥酔し、主水に叱責される。その後、栗田を襲撃して殺害に成功するが、その場で吐血し、主水に報酬を要求しながら死亡する。
坂東京山
演 - 京マチ子
民謡手踊り一座の女座長。『必殺仕舞人』の主人公である。
主水たちが敵に捕まった左門を助けようとした際に偶然通りかかり、左門を助ける。その後、左門から事情を聞き、紀伊に先回りし、主水らと協力して桃井を始末する。

### その他
中村せん / 中村りつ
演 - 菅井きん / 白木万理
主水の姑と妻。失踪した主水の行方を捜すために占い師の安雲斎を雇い、騙されかける。中村家の断絶を避けるために、八郎を婿入れしようとした。エピローグでは、帰還した主水をいつも通りにこっぴどく説教した。
筆頭同心 荒巻
演 - 芝本正
南町奉行所の筆頭同心で、主水の上司。主水が失踪したことや捜査状況を伝えるために、中村家をしばしば訪れる。
畷涼
演 - 小林かおり
畷美鈴
演 - 水本恵子
ナレーター
語り - 園佳也子

### 標的
桃井兵庫
演 - 御木本伸介
徳川御三家である紀伊藩 の筆頭家老。
室田屋から多額の冥加金をせしめようと企むが、それを危惧した室田屋によって、主水たちに仕事が依頼される。
水戸藩の筆頭家老 栗田外記、尾張藩の筆頭家老 松坂典膳は室田屋の計画通りに仕事人たちに殺害されるが、桃井だけは市三を抱き込んだことで生き延びる。
その後、市三の後ろ盾となり、権勢を思うがままにしようとしたが、紀伊藩に戻ったところで、京山の協力を得た主水らに殺害される。
室田屋利兵衛
演 - 岡田英次
大坂の米問屋「室田屋」の主で、米相場を支配している豪商。
今回の標的の一人であったが、後に他でもない今回の頼み人と明かされる。米は武士たちだけの物ではないという持論から、米相場を安定させていることに誇りを持つ。
桃井ら三家老たちから多額の冥加金を要求されており、このままでは米相場に悪影響を与えても要求され続けると危惧し、自分と三家老の殺害を依頼した。
自身が立てた計画通りに栗田と松阪を誘き出し、彼らに殺害される。
市三
演 - 中条きよし
利兵衛の配下。
利兵衛の代理として、主水らを脅迫しながらも今回の仕事を依頼する。利兵衛の亡き後、室田屋の身代を継ぎ、利兵衛の志も継ぐはずであったが、桃井と内通する。
自らの思惑通りに室田屋を受け継ぎ、桃井の後ろ盾で自らの利潤のために米相場を操作し、それに反発した喜和を部下に襲撃させる。喜和を片付けて安泰かに見えた矢先、与市に殺害される。この時の殺害方法は、のちに中条が演じる三味線屋の勇次のように、紐で首を絞め、釣り上げるというものであった。

### ゲスト
喜和
演 - 松尾嘉代
大坂 米問屋の女将。周りの米問屋が市三になびく中、ただ一人で立ち向かう。
与市を雇い、市三に対抗しようとするが、市三の配下に襲撃され、一緒にいた番頭を殺される。これがきっかけで、与市に仕事の中止を頼み、自害する。
安雲斎
演 - 横山やすし
占い師。失踪した主水を捜すために中村家に雇われる。適当な占いをして儲けた後で仲人屋の花吉と組み、さらに儲けようと企むが、主水が帰還したために失敗に終わった。
花吉
演 - 花紀京
仲人屋（結婚仲介業者）。安雲斎の誘いに乗り、りつの再婚相手として八郎を紹介し、金銭を得ようと企む。しかし、主水が帰還したために未遂に終わった。
八郎
演 - 岡八郎
花吉が連れてきた、りつの再婚相手。奥目で、当初はそれを理由に中村家に拒否される。しかし、最終的に迎え入れられようとした寸前で主水が帰還し、失敗に終わった。
獅子舞
演 - 西川のりお、上方よしお
夜鷹の客
演 - 前田一球、前田写楽
町田甚内
演 - 五味龍太郎

## スタッフ
- 制作 - 山内久司（朝日放送）
- プロデューサー - 仲川利久（朝日放送）、櫻井洋三（松竹）
- 脚本 - 野上龍雄、大津一郎、筒井ともみ
- 音楽 - 平尾昌晃
- 監督 - 工藤栄一
- 制作協力 - 京都映画撮影所（現・松竹撮影所）
- 制作 - 朝日放送、松竹

## 主題歌
- 三井由美子「やがて愛の日が」（ビクターレコード（現・ビクターエンタテインメント））
作詞：葵まさお、作曲：平尾昌晃、編曲：竜崎孝路
『必殺仕置人』の主題歌。
必殺シリーズの中では珍しく主題歌やキャスト表記が番組開始前に流れる。冒頭は必殺!のイントロから始まり、続いて主題歌へ進むという構成であった。
なお、テロップ表記は通常シリーズで一貫して用いられている明朝体ではなく、筆文字のような書体である。